# 盲人探偵・松永礼太郎
『盲人探偵・松永礼太郎』（もうじんたんてい・まつながれいたろう）は、1993年から2001年まで日本テレビ系「火曜サスペンス劇場」で放送されたテレビドラマシリーズ。全13回。主演は古谷一行。
最終話にあたる第13作はそれまでの設定が一部変更されている。（過去の松永の負傷が転落から銃撃によるものに変更）。

## キャスト

### 松永家
松永礼太郎
演 - 古谷一行
経歴：警視庁刑事
→ マインドコーディネーター（第1作 - 第11作）
→ 喫茶店「らるご」のマスター（第12作・第13作）
元刑事であったが、ある事件の容疑者に撃たれ、その際に崖から転落する大怪我を負い、それが原因で失明、さらに刑事を辞職し妻の晃子とも離婚した。娘のサチがアメリカへ留学するまでは、マインドコーディネーターを営みつつ、自身の聴覚と盲導犬であるメリアを元に、親友である矢部が持ち込む難事件を解決させた（第11作まで）。その後は、横浜で古い友人から引き継いだ喫茶店「らるご」のマスターとなる（第13作まで）。
松永サチ
演 - 中島ひろ子（第1作・第2作）、田中広子（第3作 - 第7作・第9作 - 第11作）、吉野真弓（第8作）
松永の娘。松永の失明、両親の離婚が原因でグレてしまい、高校を中退。大検に合格して大学生となり、アメリカへ留学する。

### 警視庁捜査一課
井手
演 - 螢雪次朗（第2作 - 第8作・第11作）、芹沢新（第10作）
刑事。矢部の部下。
茶木
演 - 井上肇（第1作）、根津修平（第2作 - 第4作）
刑事。
矢部亘
演 - ケーシー高峰（第1作 - 第11作）
捜査一課長。階級は警視。刑事時代の松永とは同期だった。

### その他
篠田里香
演 - 渡辺典子（第1作 - 第4作）
盲導犬メリアを松永に紹介した、アイメイト協会の職員。
藤原由子
演 - 小林恵（第12作・第13作）
横浜日報の記者。喫茶店「らるご」の常連客。
尾上美穂子
演 - 松金よね子（第12作・第13作）
喫茶店「らるご」の従業員。
藤原浩
演 - 藤村俊二（第12作・第13作）
由子の父で、元刑事。定年後、神奈川県警の捜査実務員となる。

### ゲスト

#### 第1作「その足音」（1993年）
- 原田路子（圭三の後妻） - 山口美也子
- 原田遊子（路子の連れ子・16歳） - 渡邊美恵
- 桜井（刑事） - 木場勝己
- 山口加代 - 野口ふみえ
- 原田圭三 - 清水綋治
- 松永の元妻 - 佐野アツ子
- 木田輝男 - 金田明夫
- 宮野つね子 - 正司花江
- 里木佐甫良、丸山秀美、天田益男

#### 第2作「ピアニストを探せ」（1994年）
- 川中貞子 - 根本りつ子
- 島崎秀夫 - 西山浩司
- 大沢早苗（松永の友人） - 青山知可子
- 磯村次郎 - 黒田隆哉
- 馬渕光子 - 左幸子
- 宮本 - 河原さぶ
- 天田益男

#### 第3作「乳房」（1994年）
- 高井雅子 - 佳那晃子
- 高井伸夫 - 宮川一朗太
- 瀬木（社長） - 下元勉
- 滝沢（保護司） - 村上冬樹
- 水野陽子（弁護士） - 藤田美保子
- 藤夏子、牧村泉三郎、西川亘、青木鉄仁

#### 第4作「警察嫌い」（1995年）
- 西川行男 - 下川辰平
- 西川敏子（西川の妻） - 宮園純子
- 棚田由紀 - 山本みどり
- 今井 - 小鹿番
- 野口武 - 石田太郎
- 篠田良雄 - 山口良一
- 棚田刑事 - 四禮正明
- 櫻庭博道、六浦誠

#### 第5作「逆恨み」（1995年）
- 笹井誠 - 山崎一
- 寺山治子 - 山下容莉枝
- 洞口依子、桐生ユウ子、上杉祥三、清水ひとみ、大路三千緒、渡辺寛二、宇梶剛士、山田良隆、坂口進也、阪上和子、目黒幸子、山本廉、関時男、筒井巧、光岡湧太郎

#### 第6作「狙撃」（1996年）
- 矢部芳子 - 萩尾みどり
- 高村晃 - 宮下直紀
- 谷口暁 - 織本順吉
- 医師 - 井上高志
- はた織りの婦人 - 葦原邦子
- ヤミ金社長 - 山本昌平
- 立花刑事 - 浜田晃
- 中山俊、渡辺憲吉、檀臣幸

#### 第7作「兇信」（1996年）
- 坂口武夫 - 中島陽典
- 越田美智子（愛育会職員） - 白島靖代
- 望月医師 - 小野武彦
- 東亜出版代表 - 前沢保美
- 米山望文、ふとがね金太、山田良隆、大城英司

#### 第8作「洗脳」（1997年）
- 都築一規（アメリカ帰りの心理学者） - 嶋田久作
- 野田由紀（AV女優） - 伊藤美紀
- 唐沢（深川不動交番 巡査） - 沢村一間
- 白川（東都大学 教授） - 勝部演之
- 高松しげお、米山望文、川俣しのぶ、藤田宗久、清水大敬、小原雅人、猪野学

#### 第9作「時効」（1997年）
- 中村久子（ブティック経営者・トモ子の母） - 美保純
- 中村トモ子（11歳の少女） - 前田亜季
- 遠山良子（盲導犬メリアの世話人） - 西尾まり
- 宮本（刑事） - 井上思
- ホテルの社長 - 児玉謙次
- 彦坂喜三郎（10年前の営利誘拐の容疑者の一人） - 林孝一
- 牧野（久子を拉致した一人） - 中丸新将
- 北村（久子を拉致した一人） - 緋田康人
- 蔵内秀樹、牧村泉三郎、名取幸政、松岡ミユキ、桐本琢也、野沢由香里

#### 第10作「復讐幻想」（1998年）
- 浅野由枝（真次の継母） - 一色采子
- 浅野真次（8年前に母親のふみを殺害される） - 高橋一生
- 竹田弘（相沢法律事務所 事務員・ミチの兄・8年前に婦女暴行殺人事件を起こし少年院送りになる） - 柏進
- 相沢道子（相沢法律事務所 弁護士） - 矢代朝子
- 岡島邦彦（歯科医） - 矢島健一
- 南（深川西警察署 刑事） - 堀田真三
- 林（深川西警察署 刑事） - 塩川健司
- 岡本安夫（ホームレス） - 斎藤清六
- 竹田ミチ（小学3年生） - 寉岡瑞希[2]
- 竹田美奈子（弘とミチの母） - 山口美也子
- 大越史歩

#### 第11作「香水迷路」（1999年）
- 橋本澪（翻訳家・松永の初恋相手） - 藤真利子
- 久保圭一郎（代議士） - 津嘉山正種
- 篠原春子（紅茶輸入会社社長） - 岡本舞
- 前田明夫（春子ともめていた男） - 冨家規政
- 杉浦勉（バー「クラクラ」マスター） - 立川三貴
- 和田昇（フリージャーナリスト） - 草見潤平
- 南（刑事） - 筒井巧
- 篠原好蔵（丸元工業 元常務・春子の父・3年前病死） - 黒部進
- 西村明夫（建設省 局次長・故人） - 山本清
- 土橋耕三（丸元工業 社長・篠原の元上司） - 山田吾一
- 大下哲矢、蔵内秀樹、深作覚、矢野浩二

#### 第12作「今一度の」（2000年）
- 杉本真美（福井総合病院 看護婦・純二の姉・由子の親友） - 若林しほ
- 杉本純二（喫茶店「らるご」アルバイト） - 塚本高史
- 吉原（神奈川県警 本部長） - 浜田晃
- 水谷稔（クラブの黒服） - 梅田凡和
- 中尾雄介（横浜日報 編集局長） - 酒井敏也
- 三塚高之（山下町警察署 刑事） - 佐戸井けん太
- 野々村一人（画家・3か月前死亡） - マイク真木
- 渡辺成男（福井総合病院 事務長） - 升毅
- 杉本秀子（真美と純二の母） - 山口果林
- 矢代京子、塩川健司、加藤満

#### 第13作「愛する人へ」（2001年）
- 倉田千晶 - 矢崎滋
- 森田誠一 - 山田吾一
- 安東繁雄 - 三田村周三
- 前島和子（婦警） - 鈴木美佳[3]
- 尾崎勇次 - 伊藤明賢
- 田口美由紀（10年前の事件で人質になった主婦・犯人逮捕の翌日死亡） - 中上ちか
- 田口恭子 - 照屋まみ
- 岡部稔 - 高橋克実
- 森田晃子（松永の元妻） - 市毛良枝
- 松井紀美江、村岡英美、住吉れいな

## スタッフ
- 企画 - 長富忠裕、酒井浩至
- 脚本 - 宮川一郎（第1作 - 第11作）、石川雅也（第12作・第13作）
- 音楽 - 丸谷晴彦（第1作 - 第8作）、佐藤允彦（第9作 - 第11作）、糸川玲子（第12作・第13作）
- 監督 - 吉川一義（第1作・第2作・第5作・第7作・第10作）、山本迪夫（第3作・第4作・第6作・第8作・第9作）、斎藤光正（第11作）、松島哲也（第12作・第13作）
- チーフプロデューサー - 重松修（日本テレビ）、佐藤敦（日本テレビ）
- プロデューサー - 大塚恭司（日本テレビ）、村松あゆみ（日本テレビ）、加納譲治（ユニオン映画）、大藤博司（ユニオン映画）、安倍夏彦（ユニオン映画）
- 製作著作 - ユニオン映画
- 制作 - 日本テレビ

## 放送日程
- 第2作は当初1994年4月26日に放送予定だったが同日に起きた中華航空140便墜落事故の報道特番のため放送は途中で打ち切りとなり、同年7月5日に改めて放送された。

| 話数 | 放送日         | サブタイトル     | 脚本     | 監督     | 視聴率 |
| ---- | -------------- | ---------------- | -------- | -------- | ------ |
| 1    | 1993年11月16日 | その足音         | 宮川一郎 | 吉川一義 | 20.4%  |
| 2    | 1994年07月05日 | ピアニストを探せ | 宮川一郎 | 吉川一義 | 20.0%  |
| 3    | 9月13日        | 乳房             | 宮川一郎 | 山本迪夫 | 20.2%  |
| 4    | 1995年04月18日 | 警察嫌い         | 宮川一郎 | 山本迪夫 | 16.6%  |
| 5    | 9月19日        | 逆恨み           | 宮川一郎 | 吉川一義 | 15.5%  |
| 6    | 1996年02月27日 | 狙撃             | 宮川一郎 | 山本迪夫 | 20.0%  |
| 7    | 8月06日        | 兇信             | 宮川一郎 | 吉川一義 | 20.2%  |
| 8    | 1997年07月29日 | 洗脳             | 宮川一郎 | 山本迪夫 | 18.5%  |
| 9    | 11月04日       | 時効             | 宮川一郎 | 山本迪夫 | 15.5%  |
| 10   | 1998年11月03日 | 復讐幻想         | 宮川一郎 | 吉川一義 | 17.1%  |
| 11   | 1999年06月01日 | 香水迷路         | 宮川一郎 | 斎藤光正 | 15.1%  |
| 12   | 2000年04月25日 | 今一度の         | 石川雅也 | 松島哲也 |        |
| 13   | 2001年02月27日 | 愛する人へ       | 石川雅也 | 松島哲也 | 14.4%  |

- 視聴率はビデオリサーチ調べ、関東地区・世帯